# Франц Вольфарт
Франц Вольфарт (нім. Franz Wohlfahrt; нар. 1 липня 1964, Санкт-Файт-ан-дер-Ґлан) — колишній австрійський футболіст, воротар.
Насамперед відомий виступами за «Аустрію» (Відень), а також національну збірну Австрії.

## Клубна кар'єра
У дорослому футболі дебютував 1981 року виступами за «Аустрію» (Відень), в якій провів п'ятнадцять сезонів, взявши участь у 351 матчі чемпіонату. Більшість часу, проведеного у складі віденської «Аустрії», був основним голкіпером команди. За цей час шість разів виборював титул чемпіона Австрії, та п'ять разів ставав володарем кубка.
Своєю грою привернув увагу представників тренерського штабу «Штутгарта», до складу якого приєднався 1996 року. Відіграв за штутгартський клуб наступні чотири сезони своєї ігрової кар'єри. Граючи у складі «Штутгарта» також здебільшого виходив на поле в основному складі команди. За цей час додав до переліку своїх трофеїв титул володаря Кубка Німеччини, ставав володарем Кубка Інтертото та фіналістом Кубка Кубків.
Завершив професійну ігрову кар'єру у «Аустрії» (Відень), до якої повернувся влітку 2000 року і захищав її кольори до припинення виступів на професійному рівні у 2002 році.

## Виступи за збірну
Залучався до складу молодіжної збірної Австрії, у складі якої брав участь у молодіжному чемпіонаті світу 1983 року в Мексиці.
18 серпня 1987 року дебютував в офіційних матчах у складі національної збірної Австрії в товариській грі проти збірної Швейцарії, що завершилася з рахунком 2-2.
У складі збірної був учасником чемпіонату світу 1998 року у Франції, проте, будучи дублером Міхаеля Конзеля, на поле не виходив.
Протягом кар'єри у національній команді, яка тривала 15 років, провів у формі головної команди країни 59 матчів.

## Титули і досягнення

### Командні
- Чемпіон Австрії (7):

«Аустрія» (Відень): 1981, 1984, 1985, 1986, 1991, 1992, 1993
- Володар Кубка Австрії (5):

«Аустрія» (Відень): 1982, 1986, 1990, 1992, 1994
- Володар Суперкубка Австрії (4):

«Аустрія» (Відень): 1990, 1991, 1992, 1993
- Володар Кубка Німеччини (1):

«Штутгарт»: 1997
- Володар Кубка Інтертото (1):

«Штутгарт»: 2000

### Особисті
- Футболіст року в Австрії: 1993